# Більський заказник
Бі́льський зака́зник — ботанічний заказник місцевого значення в Україні. Розташований у межах Сарненського району Рівненської области, на південь від села Більськ. 
Площа 1865 га. Статус присвоєно згідно з рішенням Рівненського облвиконкому від 22.11.1983 року № 343 (зі змінами рішення облвиконкому № 98 від 18.06.1991 року та рішення облради № 1331 від 25.09.2009 року). Перебуває у віданні ДП «Рокитнівський лісгосп» (Рокитнівське л-во, кв. 65-68, 70, 71, 73-77, 79-84). 
Статус присвоєно для збереження частини лісового масиву, у деревостані якого переважають насадження сосни і берези, на перезволожених ділянках — насадження вільхи.